# Premis delta

Els Premis Delta d'ADI-FAD, Associació de Disseny Industrial i Foment de les Arts i el Disseny s'atorguen des de 1961 en reconeixement de la feina dels dissenyadors i les empreses nacionals i internacionals, per celebrar l'excel·lència en el disseny industrial i reconèixer la seva importància com a expressió de valors econòmics, socials i culturals.

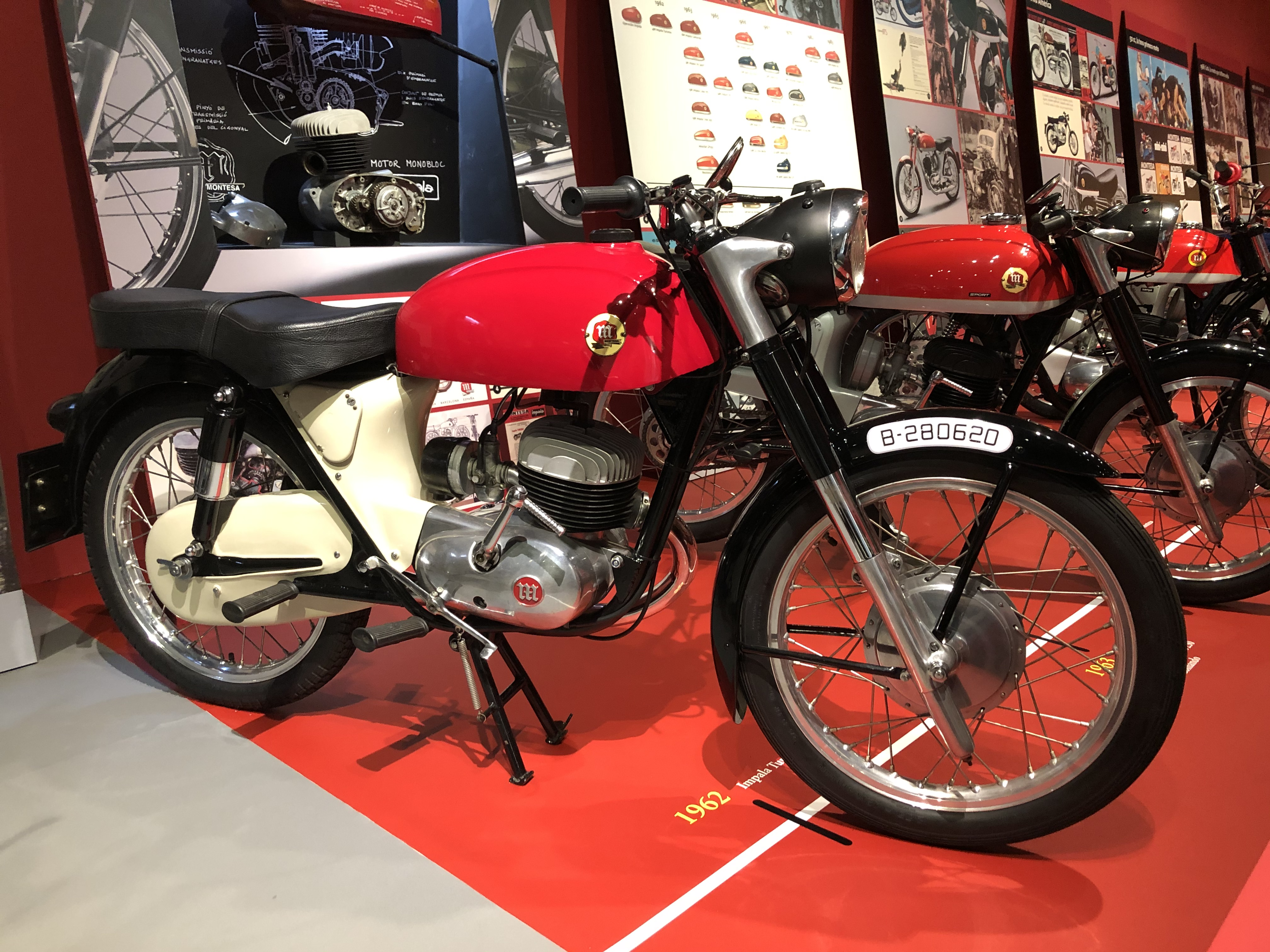
L'any 1962 la motocicleta Montesa Impala, dissenyada per Leopoldo Milà, va obtenir el Premi Delta d'or.

Al llarg d'aquests 58 anys, s'han celebrat 39 edicions dels Premis Delta. S'han alternat èpoques de convocatòries anuals amb d'altres bianuals, però sempre guiades per l'objectiu de reconèixer i promoure productes amb caràcter innovador, vigència formal, funcional i estètica, adequació mediambiental, impacte social, qualitat en els processos de fabricació i l'ús apropiat de tecnologies i materials.
De l'octubre de 2010 fins al juny de 2011 es van exposar al Palau Robert, tots els productes guanyadors dels Premis Delta, en una mostra dedicada al disseny industrial.
Des de l'any 1995 l'Associació de Disseny Industrial i el Foment de les Arts i el Disseny, per conveni, lliuren bona part dels objectes premiats al Museu del Disseny de Barcelona.

## Història

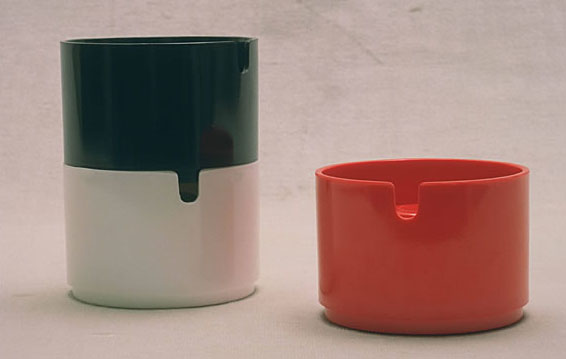
Cendrer Copenhaguen, dissenyat per André Ricard. Delta de plata 1966.

L'any 1960 l'arquitecte Antoni de Moragas i el dissenyador André Ricard, recolzats per dissenyadors, arquitectes i crítics com Miguel Milá, Rafael Marquina, Oriol Bohigas o Alexandre Cirici, van fundar l'Associació de Disseny Industrial amb l'objectiu de fer visible una professió que en aquell moment era encara molt desconeguda. Es tractava de la primera entitat a l'Estat espanyol creada amb la finalitat de difondre i promoure el disseny industrial. La columna vertebral de l'ADI van ser des del principi els Premis Delta que es van crear per reconèixer la feina dels dissenyadors industrials i de les empreses productores espanyoles. En aquell moment poques empreses comptaven amb els dissenyadors per desenvolupar els seus productes.
Malgrat que en un primer moment el jurat dels premis estava format per membres de les entitats fundadores, aviat es va veure la necessitat d'incloure professionals amb prestigi internacional reconegut, així com representants d'escoles de disseny, institucions públiques i empreses, artistes i filòsofs. Així, des del 1963 van formar part del jurat dissenyadors com Max Bill, Marco Zanuso, Ettore Sottsass, Alessandro Mendini, Hans Hollein, Ingo Maurer o Ron Arad.
A la primera dècada del segle XXI els Premis Delta van obrir-se per assolir una dimensió més internacional, donant cabuda a qualsevol producte comercialitzat a Espanya, encara que hagués estat dissenyat i produït a l'estranger.
Es considera que els Premis Delta no tan sols són un aparador de l'evolució del disseny industrial a Espanya i Catalunya, sinó que també han contribuït a establir models de referència.

## Premiats
En les primeres edicions dels Premis Delta es van premiar molts productes que reflectien la modernitat, com la batedora-picadora Bipimer de Gabriel Lluelles i Rabadà (1961), les pinces de gel (1964) i el cendrer Copenhagen d'André Ricard (1966) o les màquines d'escriure portàtils de la casa Olivetti dissenyades per Ettore Sottsass (1969 i 1970). A partir dels anys 70 es van deposar els criteris de funcionalitat dels objectes en favor de la forma, fet que en ocasions es va titllar de frivolitat.

Amb motiu del 25è aniversari dels premis, l'any 1986 es van guardonar els productes més emblemàtics de les edicions anteriors.

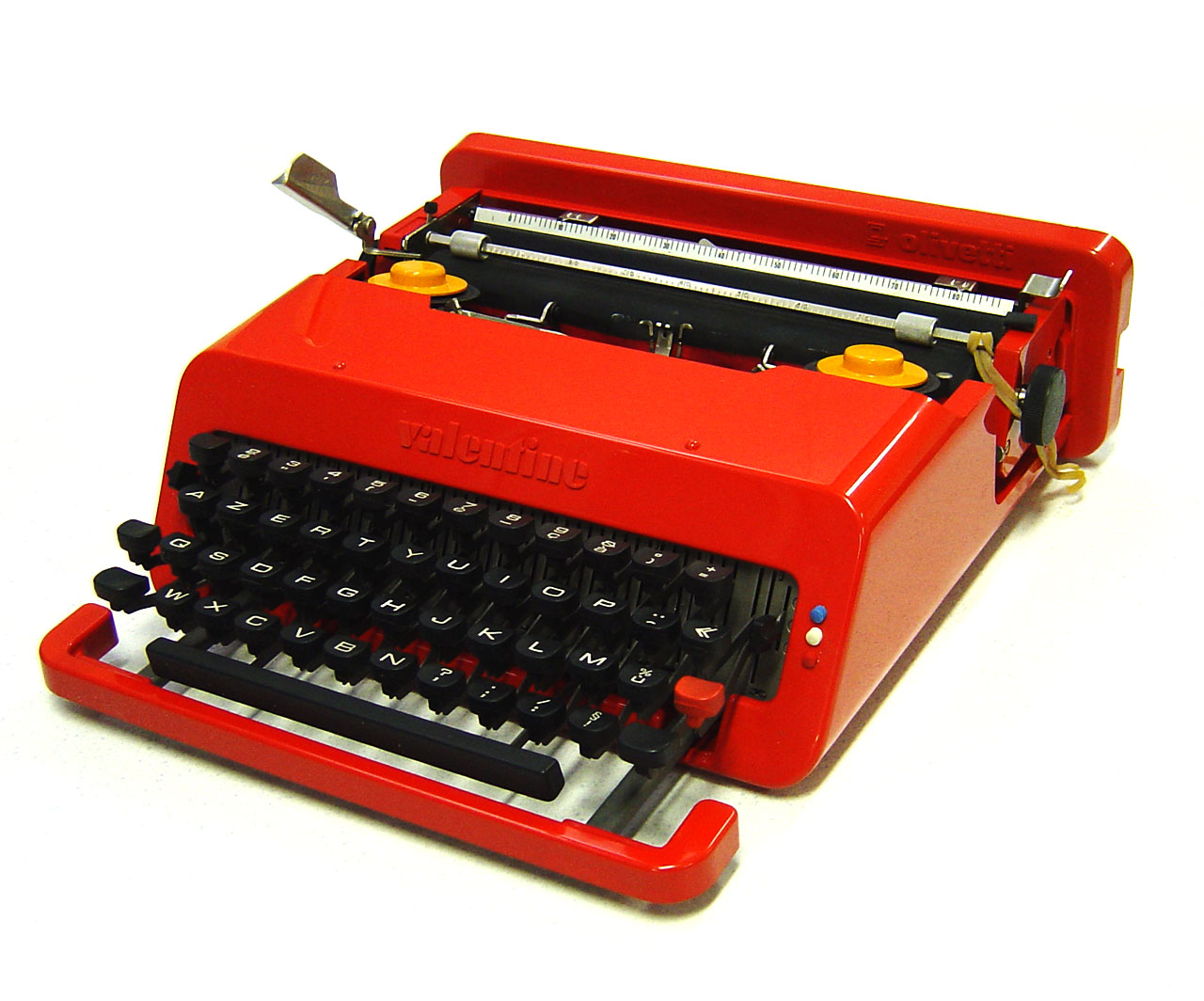
Màquina d'escriure Olivetti Valentine. Delta d'or 1969.
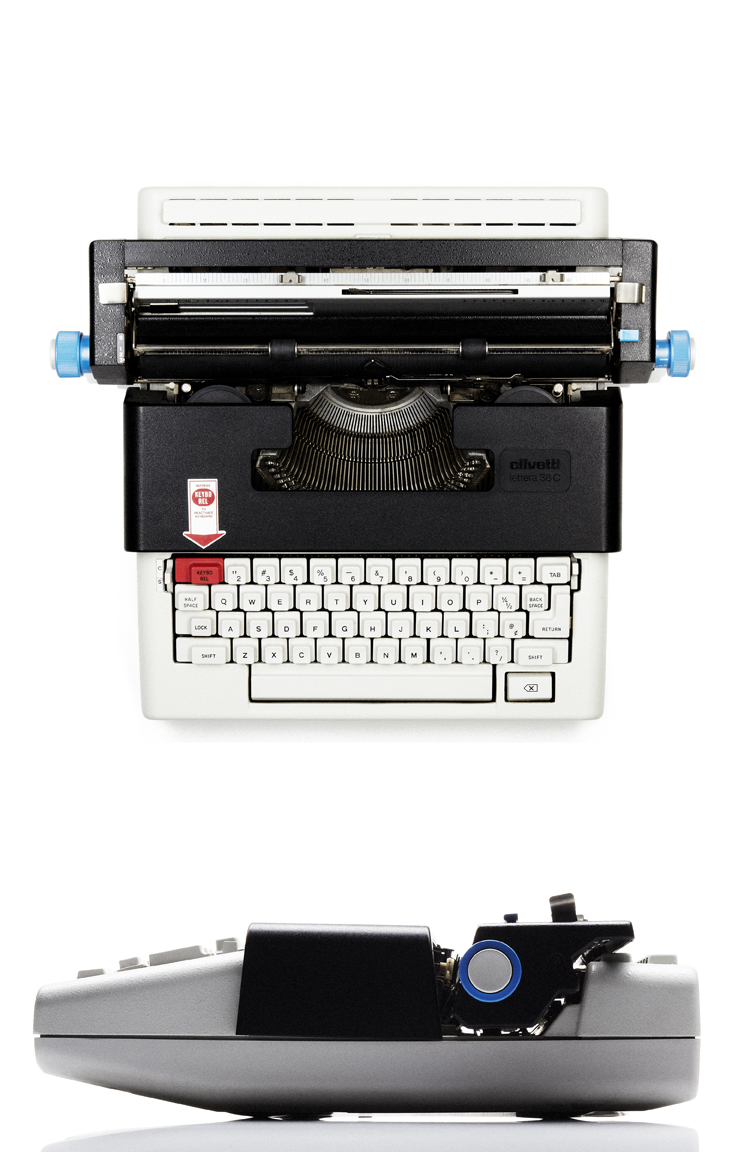
Màquina d'escriure elèctrica Lettera 36. Delta d'or 1970.